# Lida Howell
Lida Howell (n. 28 august 1859, Lebanon⁠(d), Ohio, SUA – d. 20 decembrie 1938, Norwood⁠(d), Ohio, SUA) a fost o arcașă ce a reprezentat Statele Unite ale Americii, medaliată olimpică. A participat la o ediție a Jocurilor Olimpice (1904) în care a câștigat 3 medalii de aur.